# پاشکا (استان پودلاسکی)
پاشکا (به لهستانی:  Pasieka) یک روستا در لهستان است که در گمینا بوتشکی واقع شده‌است.